# ثويبة كنفاني
ثويبة كنفاني مهندسة كندية/سورية، حظي قرارها عام 2012 بالتطوع للقتال مع الجيش الحر ضد نظام بشار الأسد بتغطية عالمية.

## حياتها
هاجرت كنفاني إلى كندا في عام 2002، بعد أن عملت في الإمارات العربية المتحدة. وكونت هي وزوجها أسرة في تورونتو.
وفي الأشهر التي سبقت قرارها التطوعي وصفت كانفاني المشاركة في مناقشات وسائل التواصل الاجتماعية الاضطرابات في سوريا، وعدد القتلى من المدنيين الأبرياء. ووصفت أنه تم تشجيعها على التطوع من قبل شقيقها الأكبر سنًا. انضم إليها زوجها وأطفالها، وأنشأت منزلا في مصر قبل سفرها إلى تركيا للتدريب العسكري.

## الانضمام للجيش السوري الحر
بث الجيش السوري الحر فيديو للتجنيد على موقع يوتيوب يظهر كنفاني محاطة بمقاتلين آخرين، حيث أعلنت أنها انضمت إلى راية فرقة صقور دمشق في شهداء حلب.
وصفها توم كوجلان في صحيفة التايمز في لندن بأنها «الوجه الأنثوي للثورة السورية». و شجعت نساء أخريات على الانضمام إلى الجيش السوري الحر. وشجعت التغطية الإعلامية على مستوي العالم الشباب المسلمين على السفر إلى سوريا لمحاربة الأسد، الذين سيشاركون في وقت لاحق مع داعش.
وفي أوائل أغسطس / آب 2012، عادت كنفاني إلى تركيا بعد مقتل اثنين من حراسها الشخصيين.
وفي أكتوبر 2012 كتبت أرمينا ليغايا في صحيفة ناشيونال بوست تقريرًا عن عودة كانفاني إلى كندا. ونقلت عن كنفاني التزامها بالعودة إلى سوريا. لم تكن كنفاني مقاتلة في الخطوط الأمامية، ولم يطلب منها إطلاق النار. وكانت واجباتها تتألف من اجتماعات اللجان، وزيارة مخيمات اللاجئين، وأنشطة تجنيد أخرى. ذهبت كنفاني أيضًا تحت الأرض، وكشفت المناطق التي لا تزال تحتلها القوات الموالية للأسد.
في عام 2015 وصفت تورونتو ستار كانفاني بأنها تركت الخطوط الأمامية بعد تزايد خيبة الأمل.